# Filipínská první republika
Filipínská první republika (španělsky República Filipina) byl první samostatný stát rozkládající se na Filipínském souostroví. Vznikl během filipínské revoluce, oficiálně v roce 1899 nezávislostí na Španělsku. Sousedil na jihu s Nizozemskou Východní Indií a Suluským sultanátem. Na severu s Indočínou a Tchaj-wanem. Jeho prvním prezidentem se již během revoluce stal Emilio Aguinaldo.

## Zánik
Mladá filipínská republika to jistě neměla lehké. Již brzy se měla potýkat s americkou invazí a
filipínsko-americkou válkou, ve které zahynulo 1,5 milionů Filipínců. Po několika bitvách a dobytí hlavního města se dvacetitisícová armáda Filipínců pod velením prezidenta a jeho bratra Baldomera oficiálně vzdala. Bojovalo se však až do r. 1913.

## Vláda
Hlava státu
- Prezident: Emilio Aguinaldo
- viceprezident: Gen. Mariano Trías (1897)
- Předseda vlády: Apolinario Mabini, Pedro Paterno

Ministři

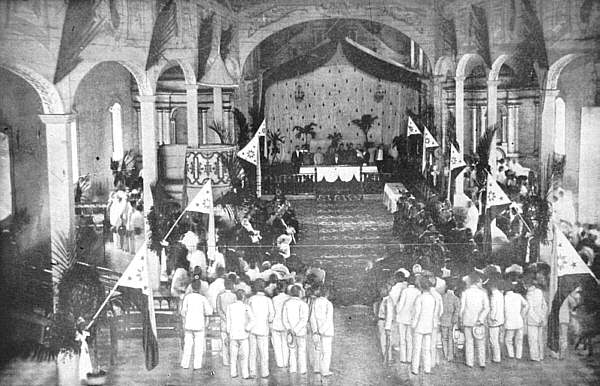
zasedání kongresu

- Financí:Gen. Mariano Trías (války a financí), Hugo Ilagan (financí)
- Války: Gen. Mariano Trías (války a financí), Gen. Baldomero Aguinaldo
- Zdravotnictví: Gracio Gonzaga
- Zemědělství, průmysl a obchod: León María Guerrero
- Veřejnost, doprava: Máximo Paterno